# Буковинська вулиця (Київ)
Букови́нська ву́лиця — вулиця в Голосіївському районі міста Києва, селище Мишоловка. Пролягає від Багринової вулиці до тупика.
Прилучається Буковинський провулок і вулиця Галини Севрук.

## Історія
Вулиця виникла у 30-х роках XX століття, мала назву 9-та Нова. Сучасна назва — з 1944 року.